# Precipitación homogénea
La precipitación homogénea o también, precipitación en solución homogénea, es una técnica utilizada en química para obtener precipitados de mayor pureza y cristalinidad, con un mayor tamaño de partícula, lo que supone una mejora en la velocidad de filtrado y por consiguiente, mayor facilidad de separación de la disolución madre. Mediante esta técnica, el precipitado se forma por generación lenta y controlada  en el seno de la disolución, en lugar de añadir dicho reactivo de forma directa. Debido a la baja y controlada sobresaturación, la nucleación inicial produce un pequeño número de partículas iniciales, a partir de la cuales se produce el subsiguiente crecimiento, dando como resultado final, partículas más grandes.

## Fundamento
En las técnicas químicas de separación por precipitación, es muy importante controlar el tamaño y la pureza de las partículas formadas durante el proceso. En general, las partículas más grandes son más fáciles de filtrar y por otro lado, al presentar menor superficie relativa, hay menos posibilidades de que se adhieran a la superficie otras partículas extrañas, que acabarían coprecipitando. Dado que el proceso de precipitación química se produce en dos pasos: en un primer momento, al alcanzar la sobresaturación se forman los núcleos de precipitación (nucleación) y a partir de ahí, en un segundo paso, comienza el crecimiento de las partículas Cuanto menor sea el número inicial de partículas o núcleos de precipitación, mayor será el tamaño de las partículas al final del proceso de precipitación. Las partículas más grandes se forman cuando la velocidad de crecimiento de las partículas excede la velocidad de nucleación.
La relación entre el tamaño de las partículas y la sobresaturación relativa, fue establecida por Weiman:
{\displaystyle Sobresat.rel.={\frac {Q-S}{S}}}
siendo Q la cantidad total de sustancia y S la solubilidad. Si la cantidad de sustancia a precipitar (Q) es grande y la solubilidad muy baja, se producirá una importante sobresaturación, con numerosos núcleos a partir de los cuales comienza a crecer el precipitado. El resultado final, es un precipitado de partículas pequeñas y generalmente muy contaminado, debido a la coprecipitación. Para evitar esta situación, se recomienda utilizar disoluciones diluidas, tanto del reactivo precipitante como de la sustancia a precipitar, que deberán mezclarse de forma lenta y con agitación, para mantener la sobresaturación al mínimo. Otra alternativa es recurrir a la precipitación en disolución homogénea  mediante la cual se genera el reactivo precipitante en el seno de la disolución.
Las condiciones más importantes para utilizar esta técnica, es que los reactivos que se empleen no deben dar reacción alguna mientras se añaden al sistema y que una vez añadidos y mezclados, exista la posibilidad de generar el precipitante mediante alguna reacción cuya velocidad pueda ser controlada, para que la precipitación sea lo suficientemente lenta para garantizar la mínima sobresaturación posible. En este sentido, suele ser la hidrólisis la reacción habitualmente utilizada para controlar la precipitación en disolución homogénea.

## Metodología
Existen dos métodos generales para la precipitación homogénea, dependiendo de la sustancia a precipitar y de las características y propiedades del precipitado.
1.-  Si la solubilidad del precipitado depende del pH y no se da en medio ácido o en medio básico, se mezclan los reactivos al pH  en que no se produzca la precipitación, para después modificar el pH , aumentándolo o disminuyéndolo mediante algún reactivo que por hidrólisis genere compuestos químicos que neutralicen OH- o H3O+, según sea el caso. Existen varios reactivos que pueden utilizarse para modificar el pH de forma lenta. Uno de ellos es la urea, ya que por hidrólisis produce amoniaco que neutraliza el ácido del medio.
{\displaystyle {\ce {CO(NH2)2 + H2O -> CO2 + NH3}}}
Para controlar la hidrólisis de la urea, es necesario trabajar a temperatura constante. Cuanto mayor sea esta, más rápida es la precipitación. De esta manera, es posible obtener precipitados de oxalato de calcio libre de contaminantes y fácilmente filtrable, mezclando la disolución de Ca(II) en medio ácido, con disolución de oxalato de amonio. En estas condiciones no se forma el  precipitado de CaC2O4 . La disolución resultante se coloca en un baño de agua a 50 °C y cuando se alcanza la temperatura se agrega la disolución de urea. Tras varios minutos de hidrólisis aparece el precipitado blanco y cristalino del oxalato de calcio, completándose la precipitación del Ca(II) a los 30 minutos, aproximadamente.
Alternativamente a la urea, se pueden utilizar ciertas aminas como la hexametilentetramina, que también produce amoniaco por hidrólisis, junto con formaldehído:
{\displaystyle {\ce {(CH2)6N4 + 6H2O -> 6HCHO + 4NH3}}}
2.-  Un segundo método para llevar a cabo la precipitación en disoluciones homogéneas, es generar el reactivo precipitante mediante la reacción de hidrólisis. En este sentido, las dos reacciones anteriores, que producen amoniaco, dado que es una base y como tal reaccionan con el medio acuoso, liberando iones OH-, pueden ser utilizadas para la obtención de precipitados  densos y fácilmente filtrables de hidróxidos de metales como Al(III), Fe(III) y otros metales de transición que forman hidróxidos poco solubles. Esta posibilidad ya fue propuesta por Willard y Tang, que observaron que calentando una disolución de sulfato de aluminio con urea, se obtenía un precipitado de hidróxido de aluminio de mayor pureza y densidad que si se añade el amoniaco directamente a la disolución de sulfato. Tras estos primeros estudios siguieron otros muchos con propuestas de diferentes reactivos generadores del ion precipitante mediante hidrólisis. Así, por ejemplo, es posible precipitar de forma homogénea sulfato de plomo o de otros iones metálicos mediante la hidrólisis del sulfato de dimetilo:
{\displaystyle {\ce {(CH3)2SO4 + H2O -> 2CH3OH + H+ + SO4^2-}}}
De igual manera se puede precipitar ciertos oxalatos, utilizando oxalato de dimetilo, o sulfuros de metales utilizando tioacetamida. La hidrólisis de este reactivo puede llevarse a cabo tanto en medio ácido como en medio básico, por lo que es capaz de precipitar los mismos sulfuros metálicos que si se empleara como precipitante una corriente gaseosa de H2S o un sulfuro soluble:
{\displaystyle {\ce {CH3CSNH2 + H2O ->[H^+] CH3CONH2 + H2S}}}
{\displaystyle {\ce {CH3CSNH2 + H2O ->[OH^-] CH3COOH + NH3 + S^2-}}}